# Blue Smoke
Blue Smoke je 42. studiové album od americké country hvězdy Dolly Parton. Album vyšlo 31. ledna 2014 v Austrálii a na Novém Zélandu, v Severní Americe a v Evropě v květnu 2014.

## Seznam skladeb
1. Blue Smoke
2. Unlikely Angel
3. Don't Think Twice
4. You Can't Make Old Friends (with Kenny Rogers)
5. Home
6. Banks of the Ohio
7. Lay Your Hands on Me
8. Miss You, Miss Me
9. If I Had Wings
10. Lover du Jour
11. From Here to the Moon and Back (with Willie Nelson)

## Promo a propagace alba
The Blue Smoke World Tour bylo oficiálně oznámeno v The Queen Latifah Show 21. října 2013, kde i Dolly představila nový song "Miss You, Miss Me". Turné sloužilo jako hlavní propagační prostředek alba. Titulní píseň, "Blue Smoke", byla vydána jako promo v Austrálii a na Novém Zélandu.